# Tommy Callaghan
Tommy Callaghan (Cowdenbeath, Escocia; 6 de diciembre de 1945 – 25 de octubre de 2024) fue un futbolista y entrenador de fútbol escocés que jugó en la posición de centrocampista.

## Carrera

### Jugador
| Periodo   | Club                           | Apariciones | Goles |
| --------- | ------------------------------ | ----------- | ----- |
| 1962-1968 | Dunfermline Athletic FC        | 126         | 20    |
| 1968–1976 | Celtic FC                      | 172         | 14    |
| 1976      | → San Antonio Thunder (cedido) | 9           | 0     |
| 1976–1978 | Clydebank                      | 30          | 2     |
| 1978–1979 | Galway Rovers FC               | 29          | 4     |

### Entrenador
Dirigió al Galway Rovers FC de 1978 a 1979.

## Vida personal
Su hermano Willie también fue futbolista y jugó para el Dunfermline y para Escocia, su padre William, sus tíos paternos Patrick Flannigan y David Flannigan, su hijo Tommy Callaghan Jr., su sobrino Willie Callaghan Jr, y su nieto Liam Callaghan también son y fueron futbolistas.

## Logros
- Primera División de Escocia (6): 1968–69, 1969–70, 1970–71, 1971–72, 1972–73, 1973–74
- Copa de Escocia (6): 1967-68, 1968–69, 1970–71, 1971–72, 1973–74, 1974–75
- Copa de la Liga de Escocia (3): 1968–69, 1969–70, 1974–75